# Bauernhaus St. Quirinus
Das Bauernhaus St. Quirinus befindet sich an der Hauptstraße 13 in Tannheim im Landkreis Biberach in Oberschwaben. Das  Bauernhaus hat einen Eintrag im Verzeichnis der unbeweglichen Bau- und Kunstdenkmale und der zu prüfenden Objekte des Landesdenkmalamtes Baden-Württemberg.

## Beschreibung
Das Anwesen Hauptstraße 13 ist ein typischer Mittertennbau, eine für die Region charakteristische Form von Bauernhäusern. Hier sind Wohnbereich, Tenne und Stall unter einem gemeinsamen Dach vereint, wobei die Tenne, die sich über beide Etagen erstreckt und mit einem großen Tor ausgestattet ist, den Wohnbereich vom Stall trennt. Das Gebäude „St. Quirinus“ zählt zu den ältesten noch erhaltenen Bauernhäusern in Tannheim und wurde in den Jahren 1641/42, während des Dreißigjährigen Kriegs (1618–1648), erbaut. Der ehemalige Stallbereich, der heute zur Hauptstraße 11 gehört, ist nicht mehr als solcher erkennbar, da er zu Wohnzwecken umgebaut wurde.
Das Gebäude verfügt über ein bemerkenswertes Dachwerk, einen sogenannten Scherendachstuhl, das ursprünglich mit Stroh gedeckt und nach Süden hin abgewalmt war. Später wurde ein massiver Giebel hinzugefügt und das Dach mit Ziegeln eingedeckt. Im Erdgeschoss befindet sich eine Stube, die noch die originale Bohlenbalkendecke aus der Erbauungszeit aufweist. Diese Holzdecke besteht aus abwechselnd nebeneinander gelegten Balken und Bohlen.
Das Anwesen ist in Privatbesitz und kann nicht besichtigt werden.